# Plebanus von Pisa
Plebanus (französisch Plivain oder Pleven; † 1206) war ein pisanischer Kaufmann und durch Heirat Herr von Batrun in der Grafschaft Tripolis.
Er gehörte einer reichen pisanischen Kaufmannsfamilie an, die sich in Tripolis niedergelassen hatte.
Im Jahr 1174 war der Herr von Batrun, Wilhelm Dorel, ohne männliche Nachkommen gestorben. Er hatte mit seiner Gattin Stephanie von Milly aber eine noch unverheiratete Tochter namens Cäcilia, die nun erbberechtigt war. Damit die Lehensherrschaft und dazugehörige Burg nicht führungslos bliebe, kümmerte sich Graf Raimund III. von Tripolis persönlich um die baldige Verheiratung Cäcilias. Er hatte bereits seinem langjährigen Gefolgsmann, dem flämischen Ritter Gérard de Ridefort, die Ehe mit Cäcilia und Belehnung mit Batrun versprochen, als sich Plebanus' Onkel mütterlicherseits beim Grafen für Plebanus einsetzte. Dieser zahlte dem Grafen 10.000 Byzantiner, worauf dieser die Eheschließung zwischen Cäcilia und Plebanus vermittelte und Plebanus mit der Herrschaft Batrun belehnte. Da Plebanus im Gegensatz zu Gerard de Ridefort bis dahin nicht dem Adelsstand angehörte, erregte der Vorgang einiges Aufsehen. Gerard de Ridefort kehrte dem Grafen den Rücken und trat dem Templerorden bei, wo er 1184 zum Großmeister aufstieg.
1187 wurde auch die Herrschaft Batrun vom Ayyubidensultan Saladin erobert. Plebanus konnte die Herrschaft aber später, vermutlich im Rahmen des Kreuzzugs Heinrichs VI. um 1197 wieder in Besitz nehmen.
1202 gewährte Plebanus den Kaufleuten aus seiner Vaterstadt Pisa die Befreiung von Ein- und Ausgangszöllen. Wie die Genuesen in der benachbarten Herrschaft Gibelet genossen nun auch die Pisaner in Batrun die freundliche Aufnahme am Herrensitz eines Landsmanns.
Mit Cäcilia hatte Plebanus eine Tochter, Isabella, die Bohemund von Antiochia († 1244), einen Sohn des Fürsten Bohemund III. von Antiochia heiratete. Aus dem Recht Isabellas wurde Bohemund nach Plebanus' Tod Herr von Batrun.